# جداکننده اعشار

مقایسهٔ جدا کنندهٔ هزارگان در قلم ایران نستعلیق و وزیر

ممیز یکی از نشانه‌های خط فارسی‌ست که برای جدا کردن اعشار شماره از بخش صحیحش به کار می‌رود. از همین رو به آن جداکنندهٔ اعشار یا نشانهٔ اعشار نیز می‌گویند. در کشورهای گوناگون از نمادهای گوناگونی استفاده می‌شود، مثلاً در انگلیسی برای این کار از نقطه (پوینت) استفاده می‌کنند.

جداکنندهٔ اعشار در دیگر جاها:
نقطه
ویرگول لاتین (کاما)
نقطه یا ویرگول لاتین
ممیّز
نادانسته

نویسه‌های ممیز و جدا کنندهٔ هزارگان در ویرایش‌گر مقالات ویکی‌پدیای فارسی

طبق استاندارد ۶۲۱۹ مؤسسهٔ استاندارد و تحقیقات صنعتی ایران، نویسه‌ای که برای ممیز استفاده می‌شود، طبق استاندارد یونیکد، دارای شناسهٔ U+066B می‌باشد. در صفحه‌کلید استاندارد تازهٔ فارسی بر اساس استاندارد شمارهٔ ۹۱۷۴ سازمان ملی استاندارد ایران، این نویسه را می‌توان با کلید ⇧ Shift+۳ تایپ کرد.
قلم‌های گوناگون گاهی ممیز فارسی را مانند ویرگول لاتین یا موارد دیگر نشان می‌دهند، ولی شکل اصلی آن یک خط کج شبیه «ر» بدون انحنا است؛ مانند ۲۲٫۶۳۵ (بیست و دو ممیز ششصد و سی و پنج هزارم).

## تاریخچهٔ استانداردسازی
استاندارد ماتصا ۳۳۴۲ از نخستین استانداردهای رسمی‌ای بود که بین ممیز و کج‌خط تفاوت دارا شده بود. این تفاوت در ماتصا ۲۹۰۱ نیز رعایت شده‌است.

## اشتباهات رایج در مورد ممیز
به علت ناآگاهی بسیاری از کاربران رایانه با نویسهٔ مربوطه، معمولاً از نویسه‌های اشتباهی به جای ممیز استفاده می‌شود:
- / (خط مورب یا اسلش): در فارسی بیشتر برای تاریخ است، مانند ۱۳۸۹/۷/۲۳. ممیز از وسط عدد (نزدیک خط کرسی) شروع می‌شود و تا زیر خط کرسی ادامه دارد، اما کج‌خط با ارتفاع بیشترش، میان دو عدد جدایی کامل ایجاد می‌کند و شیب آن هم کمتر است.[۳]
- , (ویرگول یا کامای لاتین): ظاهراً در فارسی کاربردی ندارد.
- ، (ویرگول)
- ر (حرف ر)